# Binot
Pour les articles homonymes, voir Binot (homonymie).

Binot attend que ses accompagnateurs terminent son assemblage.

Binot est un géant de processions et de cortèges inauguré vers 1950 et symbolisant la localité de Rieux-en-Cambrésis, en France.

## Présentation
La deuxième version du mulquinier Binot date de 2005 et appartient à l'association Lé Lo Pia de Riu. Le géant a une hauteur de 4,60 m et un poids de 60 kg, il nécessite un seul porteur. Le diamètre du panier est de 1,50 m à la base.
Binot est très généralement accompagné de Binette.

## Pour approfondir